# 369 Aëria
369 Aëria este un asteroid din centura principală, descoperit pe 4 iulie 1893, de Alphonse Borrelly.